# Ceromitia mellicoma
Ceromitia mellicoma là một loài bướm đêm thuộc họ Adelidae. Loài này có ở Nam Phi.